# 女工哀史

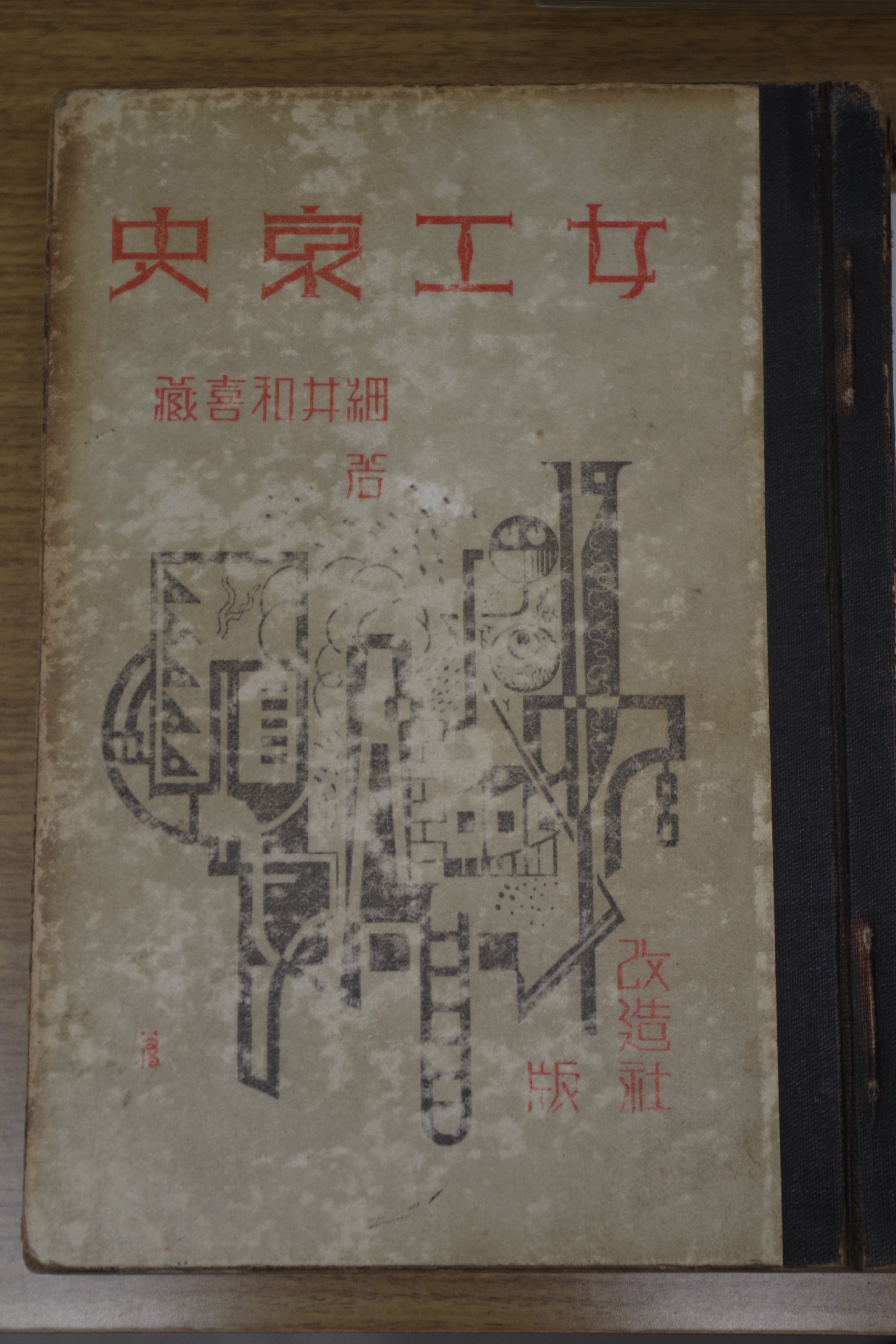
初版の表紙。発売禁止となった。

『女工哀史』（じょこうあいし）は、1925年（大正14年）、改造社より刊行された、細井和喜蔵著のルポルタージュ。

## 概要
紡績工場で働く女性労働者の生活を克明に記録したルポルタージュ。またこれによって世に知られるようになった過酷な労働それ自体についてもこの語が用いられるようになった。
自身の機械工としての経験と、妻としをの紡績工場での労働経験を基本とした記述という面からは、この著作は、細井和喜蔵と妻としをとの共同作業の産物ともいえる。　